# Piratula
Piratula es un género de arañas araneomorfas de la familia Lycosidae. Se encuentra en la zona holartica.

## Lista de especies
Según The World Spider Catalog 12.5:
- Piratula borea (Tanaka, 1974)
- Piratula canadensis (Dondale & Redner, 1981)
- Piratula cantralli (Wallace & Exline, 1978)
- Piratula clercki (Bösenberg & Strand, 1906)
- Piratula denticulata (Liu, 1987)
- Piratula gigantea (Gertsch, 1934)
- Piratula hiroshii (Tanaka, 1986)
- Piratula hokkaidensis (Tanaka, 2003)
- Piratula hurkai (Buchar, 1966)
- Piratula hygrophila (Thorell, 1872)
- Piratula insularis (Emerton, 1885)
- Piratula iriomotensis (Tanaka, 1989)
- Piratula knorri (Scopoli, 1763)
- Piratula latitans (Blackwall, 1841)
- Piratula logunovi Omelko, Marusik & Koponen, 2011
- Piratula longjiangensis (Yan, Yin, Peng, Bao & Kim, 1997)
- Piratula meridionalis (Tanaka, 1974)
- Piratula minuta (Emerton, 1885)
- Piratula montigena (Liu, 1987)
- Piratula piratoides (Bösenberg & Strand, 1906)
- Piratula procurva (Bösenberg & Strand, 1906)
- Piratula serrulata (Song & Wang, 1984)
- Piratula tanakai (Brignoli, 1983)
- Piratula tenuisetacea (Chai, 1987)
- Piratula yaginumai (Tanaka, 1974)
- Piratula yesoensis (Tanaka, 1985)